# Fosforibosilamina

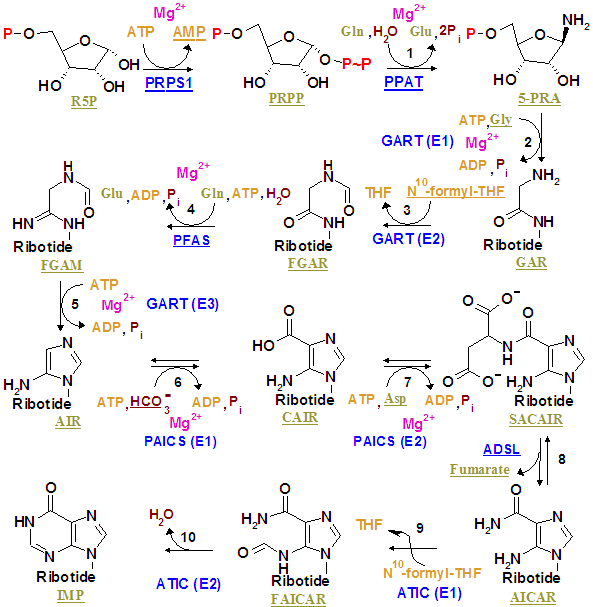
La sintesi dell'IMP.Legenda: enzimi, coenzimi, nomi dei substrati, ioni metallici, molecole inorganiche

La fosforibosilamina (5PRA) è un prodotto intermedio del metabolismo delle purine. È un precursore dell'IMP, generato dalla Glutammina fosforibosilpirofosfato-ammino transferasi (GPAT).